# Temporada 1992-1993 del RCD Espanyol
Dades de la Temporada 1992-1993 del RCD Espanyol.

## Fets Destacats
- 12 d'agost de 1992: Amistós: CSKA Moscou B 1 - Espanyol 1[4]
- 14 d'agost de 1992: Amistós: CSKA Moscou 1 - Espanyol 2[5]
- 18 d'agost de 1992: Amistós: Espanyol 1 - CSKA Moscou 1[6]
- 21 d'agost de 1992: Amistós: SS Lazio 2 - Espanyol 1[7]
- 31 d'agost de 1992: Torneig Ciutat de Barcelona: Espanyol 1 - São Paulo FC 2[8]
- 1 de novembre de 1992: Lliga: Espanyol 4 - Reial Societat 1[9]
- 29 de novembre de 1992: Lliga: FC Barcelona 5 - Espanyol 0[10]
- 4 de desembre de 1992: El RCD Espanyol Societat Anònima Esportiva (SAD) s'inscriu al Registre Mercantil de Barcelona.[11]
- 30 de desembre de 1992: Copa: Espanyol 1 - Vila-real CF 5[12]
- 4 d'abril de 1993: Lliga: Reial Societat 4 - Espanyol 1[13]
- 20 de maig de 1993: Copa Catalunya: FC Barcelona 4 - Espanyol 3[14]
- 29 de juny de 1993: L'Espanyol és derrotat pel Racing de Santander a la promoció (0-1 a Sarrià, 0-0 a Santander) i baixa a Segona Divisió.[15]

## Resultats i Classificació
- Lliga d'Espanya: Divuitena posició amb 29 punts (38 partits, 9 victòries, 11 empats, 18 derrotes, 40 gols a favor i 56 en contra).
- Copa d'Espanya: Eliminà l'AEC Manlleu a la tercera ronda però fou derrotat pel Vila-real CF a la quarta (32ns de final).
- Copa Catalunya: Eliminà el Palamós CF a quarts i la UDA Gramenet a semifinals; va perdre la final enfront del FC Barcelona per 4 a 3.

## Plantilla
| P   | Jugador                 | Lliga | Lliga | Copa d'Espanya | Copa d'Espanya | Promoció | Promoció |
| P   | Jugador                 | PJ    | G     | PJ             | G              | PJ       | G        |
| --- | ----------------------- | ----- | ----- | -------------- | -------------- | -------- | -------- |
| POR | Emili Isierte           | 33    | -45   | 1              | -1             | 1        | -1       |
| POR | Vicente Biurrun         | 5     | -11   | 3              | -6             | 1        | -        |
| POR | Toni Jiménez            | -     | -     | -              | -              | -        | -        |
| DEF | Bernardino Serrano Mino | 35    | 1     | 2              | -              | 2        | -        |
| DEF | Andrei Mokh             | 34    | -     | 4              | -              | -        | -        |
| DEF | Eloy Pérez              | 32    | -     | 2              | -              | 2        | -        |
| DEF | Albert Albesa           | 22    | -     | 2              | -              | 1        | -        |
| DEF | Dmitri Galiamin         | 20    | -     | 2              | -              | 2        | -        |
| DEF | Santi Cuesta            | 14    | -     | 2              | -              | -        | -        |
| DEF | Sergio Morgado          | 9     | -     | 1              | -              | 2        | -        |
| DEF | Mendiondo               | 8     | -     | 2              | -              | 2        | -        |
| MIG | Urbano Ortega           | 36    | 3     | 4              | -              | 2        | -        |
| MIG | Francisco               | 33    | 5     | 4              | 1              | -        | -        |
| MIG | Dmitri Kuznetsov        | 31    | -     | 4              | 1              | 2        | -        |
| MIG | Juan José Elgezábal     | 22    | -     | 1              | -              | -        | -        |
| MIG | Enrique Ayúcar          | 18    | 2     | 1              | -              | -        | -        |
| MIG | Ángel Luis              | 13    | -     | 2              | -              | -        | -        |
| MIG | Roberto Fresnedoso      | 1     | -     | -              | -              | 2        | -        |
| MIG | Jaume Garcia            | 1     | -     | 1              | -              | -        | -        |
| MIG | Vicente Fernández       | 1     | -     | -              | -              | -        | -        |
| DAV | Ígor Kornéiev           | 32    | 7     | 2              | 1              | 2        | -        |
| DAV | Xavier Escaich          | 28    | 12    | 4              | -              | 2        | -        |
| DAV | Lluís Gonzàlez          | 28    | 6     | 2              | -              | 1        | -        |
| DAV | Gregorio Fonseca        | 20    | 4     | 3              | 1              | -        | -        |
| DAV | Jordi Lardín            | 14    | -     | 2              | -              | 2        | -        |
| DAV | Enric Cuxart            | 1     | -     | 1              | 1              | -        | -        |